# Costume ecclésiastique
Les formes, coupes, dénominations et coutumes liées au costume ecclésiastique en usage dans le clergé catholique ont fait l'objet de nombreux changements au cours des siècles.

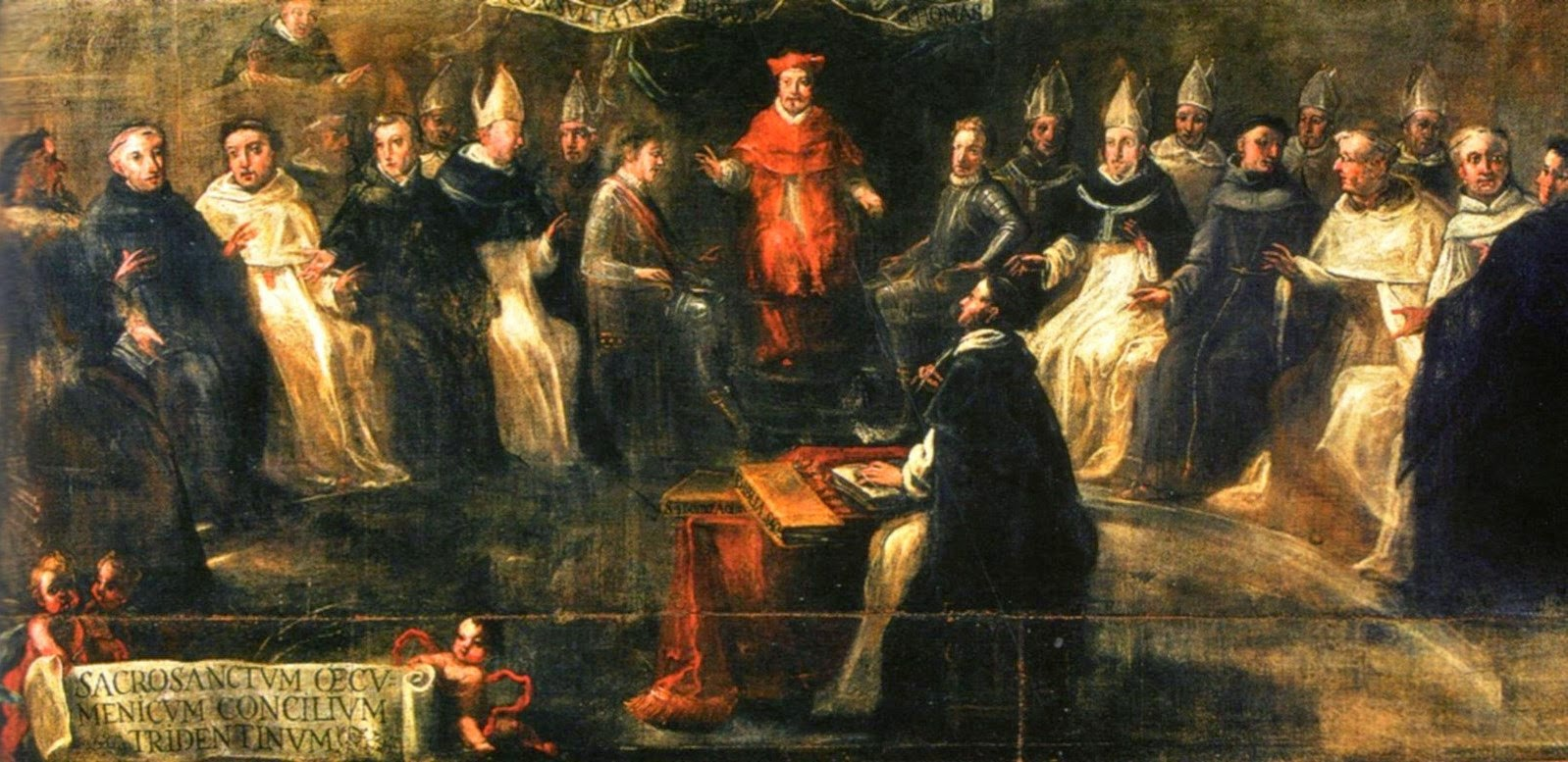
Une session du concile de Trente par Juan Zabalo Navarro, XVIIIe siècle.

La grande diversité observée jusqu'au début du XXe siècle a cependant toujours été associée, dans l'esprit des clercs, au souci de l'observance des coutumes (locales ou corporatives) adoptées, moins en référence au principe de tradition - qui, en la matière, a souvent de la peine à prouver son antiquité - qu'en référence au principe de discipline et de consensus qui fait l'unité des sociétés humaines et leur permet d'exister tant par leurs différences que par leur cohérence.
La liste suivante fait le plus souvent référence aux coutumes des XIXe et XXe siècles, avec quelques allusions à l'histoire et à l'étymologie. Elle ne saurait en l'état suffire à une connaissance définitive des ornements décrits, de leur dénomination et de l'histoire de leurs usages.
- Haut – A
- B
- C
- D
- E
- F
- G
- H
- I
- J
- K
- L
- M
- N
- O
- P
- Q
- R
- S
- T
- U
- V
- W
- X
- Y
- Z

## A

### Amict
Du latin "amictus" qui signifie "enveloppé". Il s'agit d'une pièce de lin blanc porté autour du cou et des épaules, sous l'aube. Il servait à l'origine à couvrir la tête, et était porté comme une capuche, puis abaissé derrière la tête à l'arrivée dans le chœur. En repartant, le prêtre remettait sa capuche, comme le ferait un prêtre maintenant avec une barrette.

### Anneau
Certains dignitaires de l'Église catholique portent ce bijou (anneau pastoral) que les fidèles, en signe de respect, embrassent au cours de certaines cérémonies. L'anneau est symbole de perfection et de fidélité.

#### Anneau cardinalice
Cet anneau est un insigne propre du cardinalat qui est remis à chaque nouveau cardinal par le pape en consistoire. Sa forme traditionnelle consiste en un cercle d'or muni d'un saphir. Sous sa ligature sont gravées les armes du pape qui crée le cardinal.

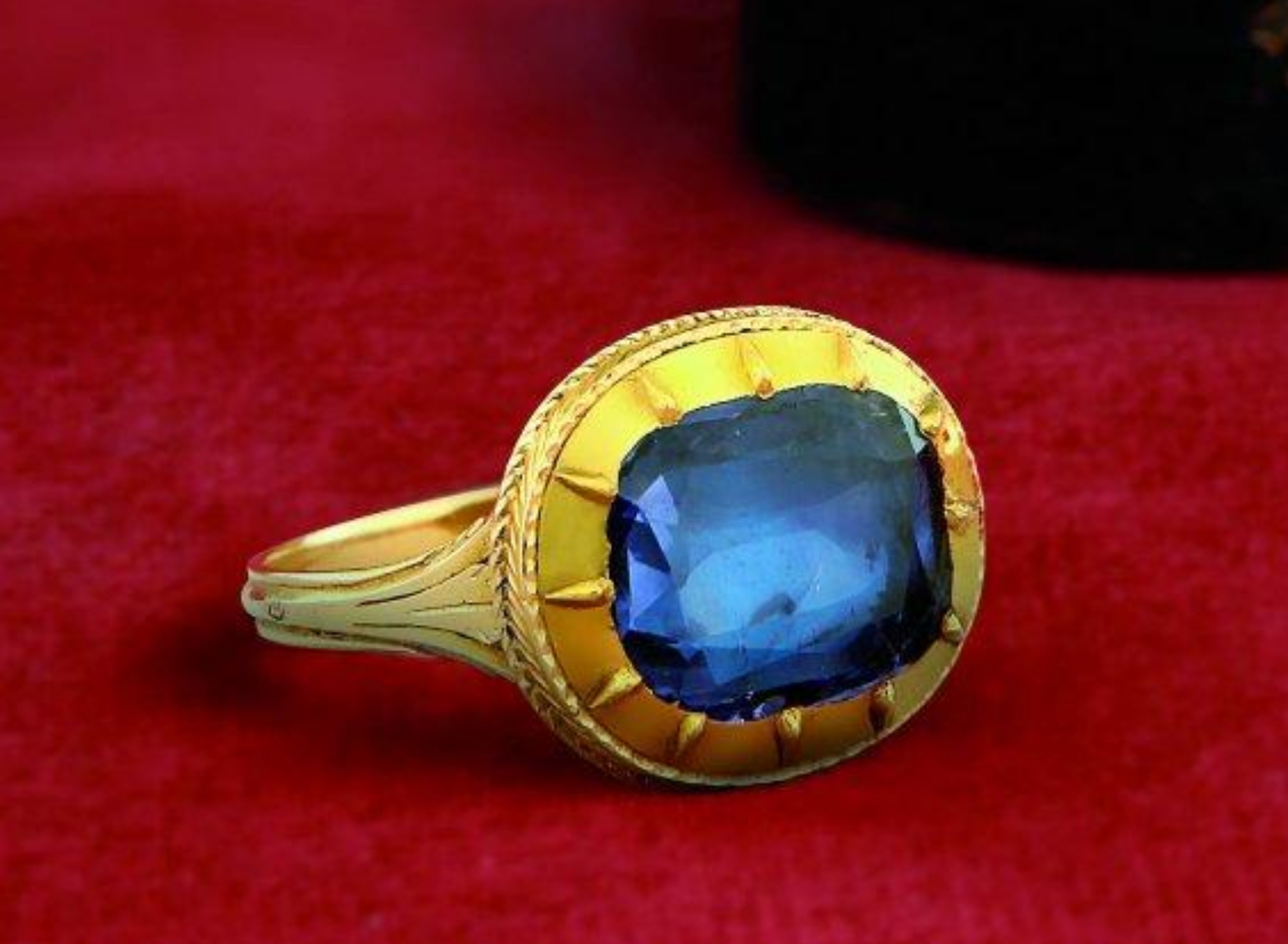
Anneau cardinalice aux armes de Léon XII, vue du chaton serti d'un saphir. MO Domenico Arcieri, Rome vers 1825.
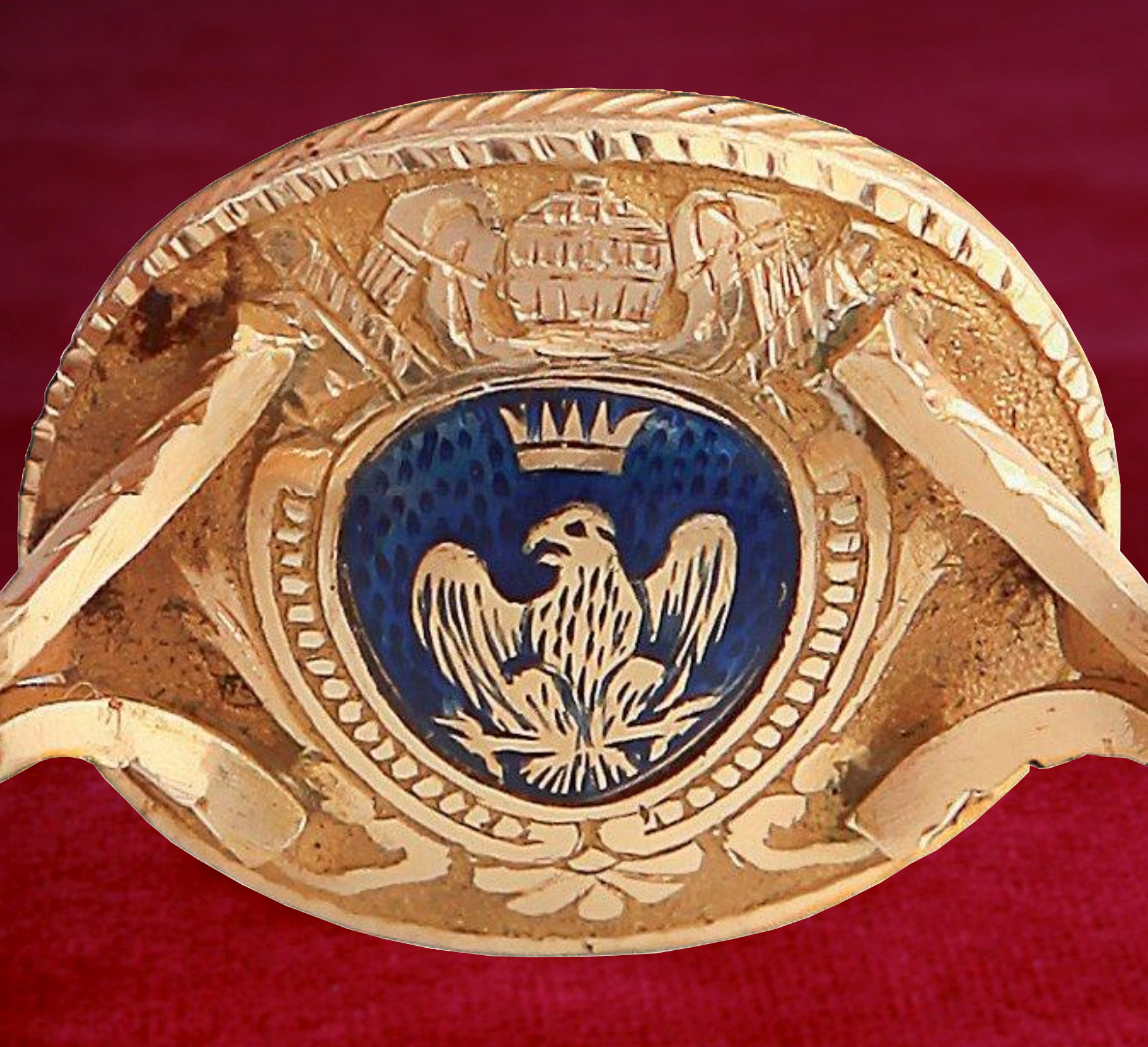
Revers du chaton gravé aux armes de Léon XII : "D'azur à l'aigle éployé d'or et couronné de même".

#### Anneau doctoral
Les docteurs des universités pontificales légitimement créés ont le droit de porter l’anneau en dehors des fonctions liturgiques. Semblable à celui des évêques, avec une pierre précieuse, il est souvent gravé aux armes de l'université.

#### Anneau du pêcheur
L'anneau du pêcheur est un propre au Pontife romain. Il représente, dans un cartouche de forme ovale ou ronde, l'apôtre Pierre assis dans une barque à un aviron, jetant un filet. En exergue est gravé le nom du pape.
Sous la plaque, sont gravés le nom du majordome de la Maison pontificale, qui l'a fait réaliser, des graveurs et du joaillier des palais apostoliques.

#### Anneau pastoral

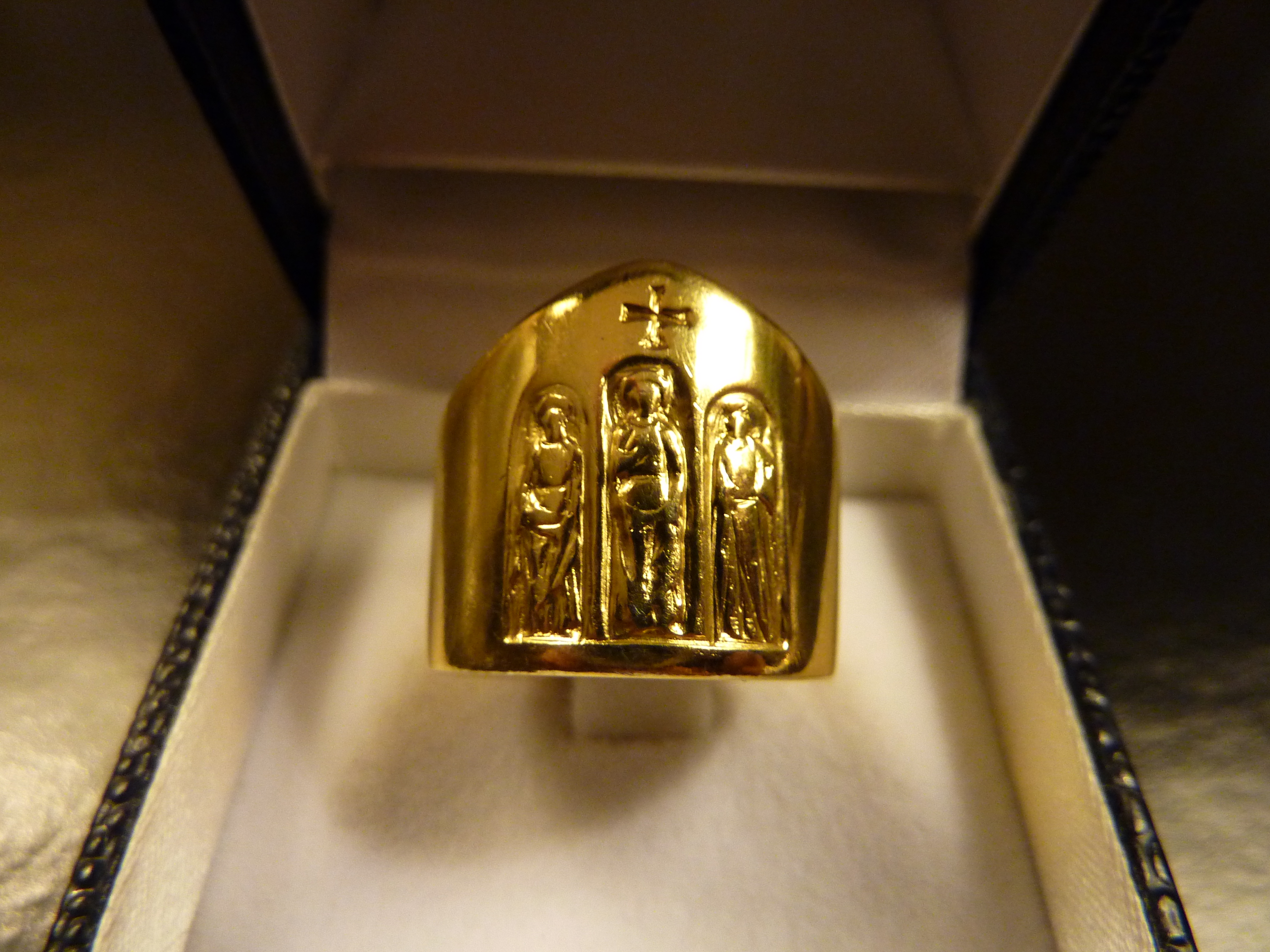
Anneau du concile Vatican II, offert par le pape Paul VI aux Pères conciliaires, le 6 décembre 1965

L'anneau pastoral est porté à l'annulaire de la main droite par les évêques et les abbés. Il symbolise l'union de l'évêque à son Église particulière et celle de l'abbé à son monastère.
Le chaton de l'anneau des évêques était souvent formé autrefois par une améthyste ovale entourée de brillants ; celui des abbés et des simples prélats qui y avaient droit (protonotaires apostoliques) ne comportait qu'une seule pierre.
De nos jours, il adopte des formes assez variées et ne comporte plus systématiquement de pierre précieuse.

#### Anneau pontifical
L'anneau utilisé dans les cérémonies pontificales (messe, vêpres, Salut…) était orné d'une pierre plus grosse et était suffisamment large pour que le pontife puisse le passer par-dessus les gants liturgiques, dont l'usage n'est plus obligatoire depuis la simplification des rites pontificaux consécutive au Concile Vatican II.

### Aube
Du latin alba, qui signifie "blanche" et symbolise la pureté, l'aube trouve son origine dans la tunica talaris des Romains, tunique à longs pans, tombant jusqu'aux chevilles et fixée à la taille par un cordon.
Elle est une longue tunique blanche, portée comme habit liturgique par tous les ministres de la liturgie, qu’ils soient ordonnés (évêque, prêtre, diacre), ou institués (acolyte et lecteur). Elle est également portée par les servants d'autel (ou "enfants de chœur"), et par les jeunes faisant leur Profession de Foi (anciennement, "communion solennelle").
Les ministres institués (acolytes, lecteurs, personnes en tenant lieu) la portent seule, les ministres ordonnés (diacre, prêtre, évêque), avec l'étole, sous la dalmatique, la chape ou la chasuble. Le Cérémonial des Évêques (Cæremoniale Episcoporum) de 1984 précise que « le vêtement sacré pour tous les ministres quel que soit leur grade commun est l'aube, serrée autour des reins par le cordon, sauf si elle est faite selon le mode de la soutane, afin qu'elle épouse le corps sans cordon. Avant de revêtir l'aube, si elle n'entoure pas parfaitement le col de l'habit commun, on revêtira l'amict. » À la place de l'aube, on peut revêtir le surplis sur la soutane, sauf si l'on doit revêtir la chasuble ou la dalmatique.

### Aumusse

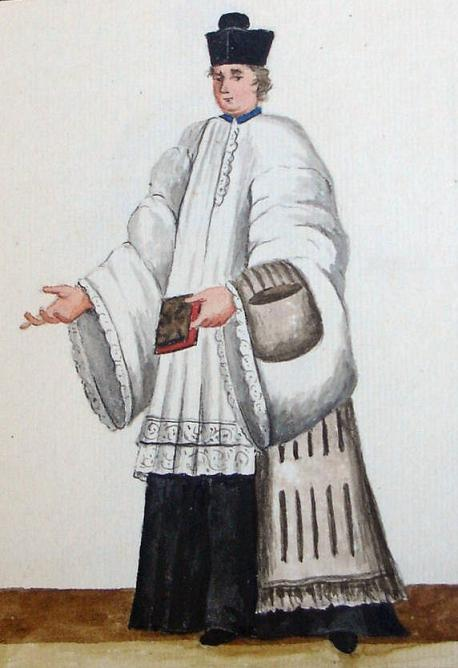

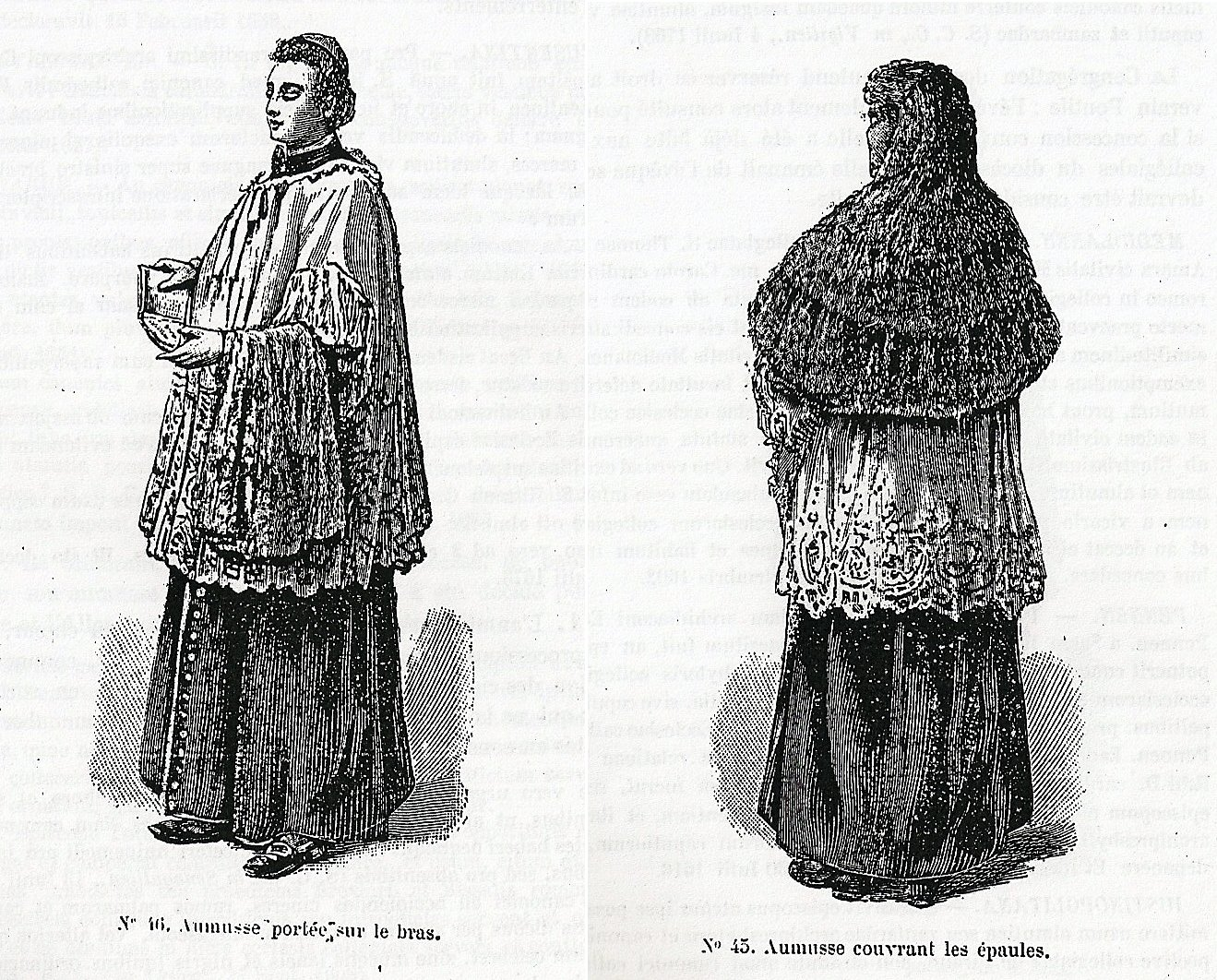
Chanoine portant l'aumusse

Portée au Moyen Âge indifféremment par hommes ou femmes pour se protéger du froid, l'aumusse était une coiffure couramment utilisée par les prêtres et les chanoines.
« Les chanoines réguliers et séculiers du nord de l'Europe paraissent avoir fait particulièrement usage de l'aumusse. Nous voyons, en 1242, les chanoines réguliers de Cantorbéry obtenir du pape Innocent IV la permission de se couvrir la tête, pendant l'office, à cause de la rigueur du climat». À la seconde moitié du XIVe siècle, elle est devenue plus largement, comme partie du costume de chœur, un insigne distinctif des chanoines, concédé aussi aux bénéficiers de certains chapitres.
Sous Charlemagne, l'aumusse fut fourrée d'hermine; plus tard on la fit toute en fourrures. Les aumusses d'étoffe prirent alors le nom de chaperon; celles de fourrures gardèrent le nom d'aumusse.
Originairement, elle est une coiffure-capuchon de fourrure descendant de la tête sur les épaules, ou un peu plus, ouverte en avant. Supplantée comme coiffure par la barrette, elle se mettait généralement sur les épaules quand on pouvait se couvrir de la barrette ; on l’ôtait des épaules et on la mettait sur le bras gauche quand on devait se lever. Presque disparue, elle était très répandue jusqu’à la fin du XVIIIe siècle. Elle se portait avec le surplis, soit toute l’année, soit l’été seulement, au lieu de la chape chorale d’hiver.
Elle se porte encore en hiver, dans certains chapitres cathédraux, au nord des Alpes, où elle a pris la forme d'une courte pèlerine de fourrure, analogue à la mosette, agrafée sous le menton et munie d'un petit capuchon.
Sa coupe la plus ancienne, qui avait subsisté en Italie du Nord, est celle d'un capuchon descendant de la tête sur les épaules, mais l'usage de s'en coiffer semblait déjà abandonné à la fin du XIXe siècle.
La forme de Rome taille la fourrure en un triangle allongé, porté indifféremment sur le bras gauche lorsqu'on est debout et sur le dos lorsqu'on est assis, l'angle le plus aigu étant placé sur l'épaule gauche.
L'aumusse de fourrures était seulement en Vair (blanc nuancé de gris), en petit-gris, ou en fourrure noire ou brune, l'hermine ou les autres fourrures blanches n'étant pas admises car considérées comme marques des dignités supérieures. De son bord inférieur pendaient souvent de petites queues de la même fourrure.
L'évêque peut, de plein droit, accorder l'aumusse aux chanoines qui n'ont pas d'insigne propre, mais avec une doublure noire, la doublure violette ne pouvant être concédée que par Rome. Il peut fixer par décret la façon de la porter, soit sur le bras gauche, soit sur les épaules.
Il peut encore arriver que le Pape en porte une en hiver.

## B

### Barrette
La barrette est un bonnet rigide porté par les ecclésiastiques.
Sa forme, généralement carrée, a varié selon les lieux et les époques. L'usage romain veut que la barrette portée au chœur ait trois cornes. Les usages français sont plus souples sur ce point et l'on voyait souvent des barrettes à quatre cornes par exemple sur la tête des curés parisiens. Alors que la barrette des cardinaux est surmontée d'une simple ganse, celle des autres ecclésiastiques est parfois ornée d'une houppe, noire ou de couleur, selon la dignité de celui qui la porte.
La barrette à trois cornes se porte de manière qu'il n'y ait pas de corne sur le côté gauche de la tête. On ne peut donc la mettre ou l'enlever de la main gauche.
Elle est, la plupart du temps, de la même couleur que l'habit de chœur, c'est-à-dire de laine noire pour les prêtres, de soie violette pour les évêques et certains chanoines, de soie moirée violette pour les nonces apostoliques et de soie moirée rouge pour les cardinaux. Certains prélats de la famille pontificale portent, alors que le reste de leur costume est violet, une barrette de soie noire ornée d'une houppe de couleur cramoisie. Les membres de quelques ordres religieux portent une barrette blanche.
Avant 1962 la barrette était portée pour célébrer la messe et l'office divin par les prêtres du clergé séculier et les ministres sacrés ainsi que par tous les clercs y assistant au chœur. L'édition du Missel romain promulguée par le pape Jean XXIII en 1962 n'abolit pas l'obligation du prêtre célébrant la messe d'accéder à l'autel capite cooperto (la tête couverte) : en effet, si la phrase du Ritus servandus in celebratione Missae, II, 1, où antérieurement on lisait : « capite cooperto accedit ad Altare» a disparu, il n'en demeure pas moins que le rite suppose que le prêtre soit couvert de la barrette en arrivant à l'autel, comme l'indique la rubrique II, 2, « cum pervenerit ad altare, stans ante illius infimum gradum, caput detegit, biretum ministro porrigit ». Dans le Missel romain, après le concile Vatican II, par contre, il n'y a ni mention d'un couvre-chef du prêtre célébrant, ni aucune interdiction en la matière. Toutefois, l'instruction de la Secrétairerie d'État Ut sive sollicite du 31 mars 1969 ne permet plus l'usage de la barrette que comme partie de l'habit de chœur et pas comme coiffe normale en dehors de l'église, limitation indiquée aussi dans le Cérémonial des Évêques de 1984.
La barrette doctorale, portée en dehors du chœur par les docteurs des universités pontificales, est à quatre cornes et est de couleur qui varie selon la matière et les régions, ou est ornée d'une houppe de couleur qui varie selon la matière et les régions: cramoisie pour la théologie dogmatique, blanche pour la théologie morale et verte pour le droit canonique.

### Bourdon
Le bourdon est un long bâton du pèlerin, il était surmonté d'un ornement en forme de pomme.

### Bure
Le mot désigne une étoffe de laine dont on se sert pour la confection des vêtements de certains ordres religieux. le vêtement lui-même, en tant que symbole de l'état religieux, est aussi appelé bure. « Revêtir la bure », c'est choisir l'état ecclésiastique ou monastique.

## C

### Cagoule
Ce manteau sans manches, dont le capuchon comporte des trous pour les yeux et la bouche, était porté par certains moines et par des pénitents.

### Calotte
Autrefois appelée submitrale, car elle se porte sous la mitre, c'est une petite coiffe ronde recouvrant la tonsure des clercs.
Elle est de la même couleur que le costume ecclésiastique, c'est-à-dire de laine ou de soie noire pour le prêtre et l'abbé régulier, de soie violette doublée de cramoisie pour l'évêque et le Grand-maître de l'Ordre Teutonique, de soie moirée rouge pour le cardinal, de soie moirée blanche pour le pape. Elle est, depuis longtemps, très rarement portée par les prêtres de rite romain, celui-ci ne permettant son usage pour la célébration de la messe que dans des cas exceptionnels, en vertu d'un indult.

### Camail
Pour les articles homonymes, voir Camail.
Terme qui désigne une courte pèlerine, couvrant les épaules et s'arrêtant un peu au-dessus des coudes. Un espace sépare les deux pans du camail sur la poitrine, alors que la mozette se boutonne à ce niveau. Le camail se porte au-dessus de la soutane. Contrairement à la mozette, qui se porte toujours avec le rochet (habit de chœur), le camail ne fait pas partie de l'habit liturgique. Le camail du pape est blanc, tout comme sa soutane. Celui des cardinaux est noir, bordé d'un liseré pourpre, et celui des évêques est noir avec liseré violet. Quand les cardinaux sont en soutane rouge, ou les évêques en soutane violette, c'est la mozette qui fait alors office de camail, de même couleur que la soutane, et généralement portée sur le rochet.[réf. nécessaire]

### Camauro
Bonnet papal rouge bordé d’hermine, le camauro sembla abandonné au XIXe siècle, avant que Jean XXIII puis Benoît XVI le remettent à l’honneur.

### Ceinture
Voir Fascia

### Chape
Utilisée pour certaines cérémonies, en particulier les processions, la chape est une sorte de grande cape sans manches, fermée devant par une agrafe, souvent décorée de broderies et d'incrustations.
On distingue :

#### Chape chorale

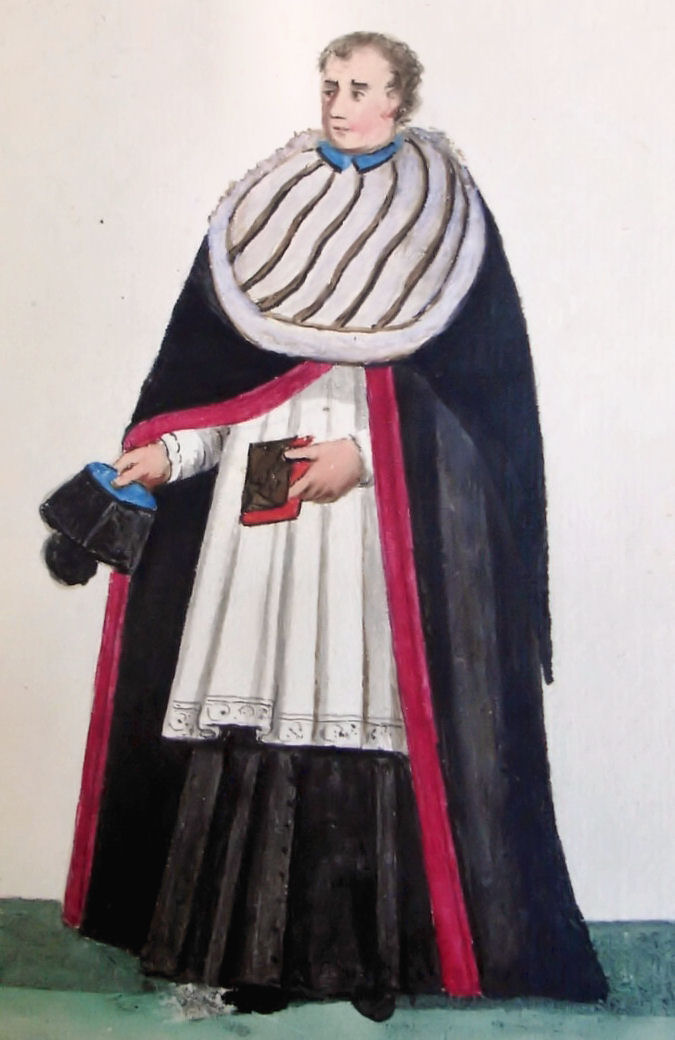

La chape chorale fut, à l'origine, employée par la plupart des communautés séculières vouées au chant de l'office, pour se protéger du froid et couvrir les vêtements ordinaires. Dès le Moyen Âge, elle a été adoptée par les chanoines réguliers comme habit de chœur. Comme telle, elle leur fut empruntée par certains ordres mendiants : dominicains, carmes, trinitaires, mercédaires, servites, etc.

#### Chape curiale
Vêtement réservé à la cour pontificale pour certaines fonctions, comme jadis les chapelles papales, les consistoires, les processions, les cavalcades et les réunions des collèges dont elle était un privilège, la chape est le signe distinctif de certains fonctionnaires de la curie romaine en présence du pape.

#### Chape prélatice ou cappa magna

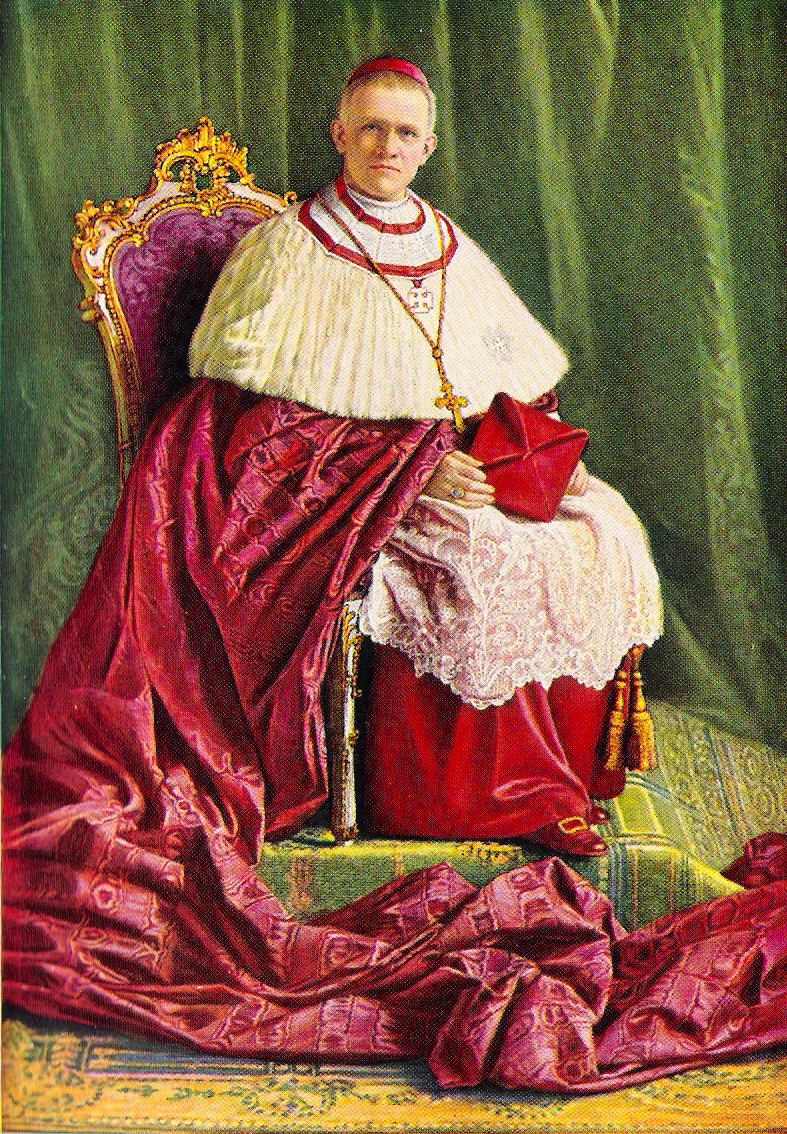

Grand manteau de chœur, descendant aux pieds et fermé par devant, comportant une queue de longueur variable selon la dignité, recouvert sur les épaules et la poitrine d'un chaperon, double par derrière et qui finit en capuchon boutonné derrière le cou, avec une fente sous le chaperon pour y passer les mains.
La Cappa Magna est de soie moirée rouge pour les cardinaux et de laine violette pour les évêques. Pour ces derniers le chaperon est de soie lisse cramoisie. Avant les réformes de 1969, elle était portée l'hiver avec un chaperon d'hermine. En temps de pénitence et de deuil, les cardinaux prenaient la Cappa violette avec chaperon rouge, les évêques gardaient leur Cappa habituelle.

Portée sur le rochet et la croix pectorale, signe éminent de juridiction, elle est actuellement réservée à l'évêque résidentiel dans son diocèse ou au cardinal en dehors de Rome, pour les occasions exceptionnelles. Elle est donc exclue pour les évêques titulaires, même s'ils sont à la tête d'une administration apostolique ou d'une prélature personnelle. Selon les anciennes normes, elle était également portée par les cardinaux et certains prélats, à Rome, en différentes occasions.

### Chapeau

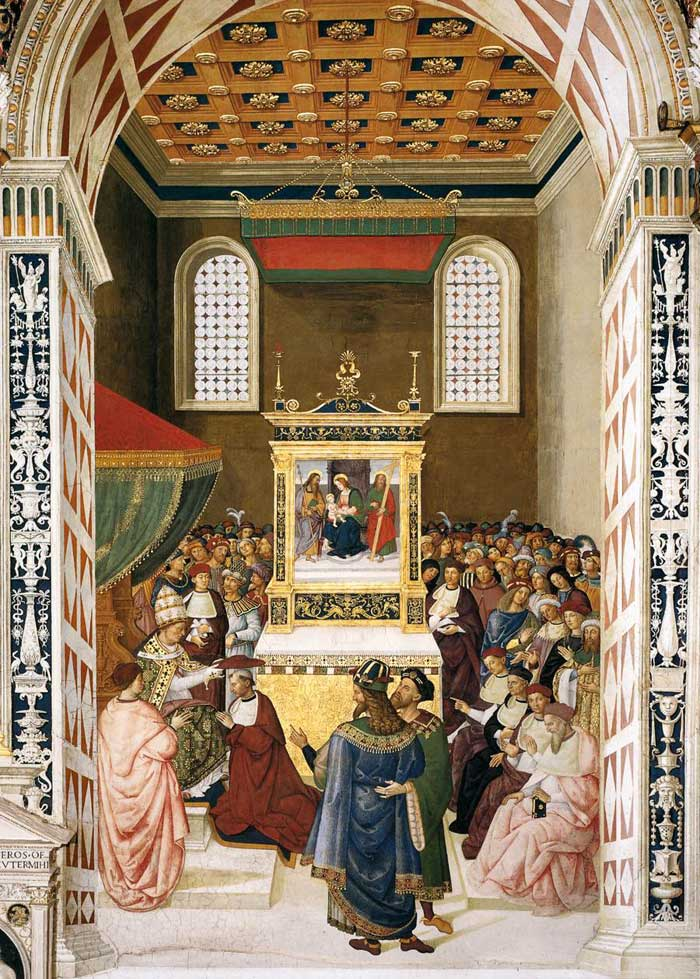

Les ecclésiastiques peuvent porter un chapeau.
- Le chapeau, dit souvent chapeau romain, est commun à tous les clercs. De couleur noire, en feutre ou en poil de castor (sorte de fourrure brillante très courte), il a généralement un bord rigide presque rond, avec une coiffe assez basse, également arrondie. Cette forme n'est pas romaine, mais héritée d'une forme de chapeau ecclésiastique français du XIXe siècle[17]. Le chapeau romain était le tricorne[17]. Le chapeau porté en France était de forme plus allongée, le bord, souple, étant attaché de chaque côté à la coiffe par deux cordons noirs terminés par des houppes.

- Les évêques portaient le chapeau pontifical ou prélatice, de la même forme que le galero cardinalice, noir, doublé de soie verte au-dedans et par-dessous, cette doublure étant repliée sur le bord en guise de galon. Deux cordons verts, faisant le tour de la coiffe et traversant le bord descendaient de chaque côté, joints par un coulant sous le menton, se terminaient par un unique gland vert[18]. Le chapeau pontifical se mettait à l'extérieur, par-dessus le capuchon de la cappa magna, même en fonction liturgique.

Le chapeau usuel des évêques est noir doublé de vert, un cordon ou une passementerie verts terminés par des glands verts, faisant le tour de la coiffe. Il peut toujours être porté. Avant la réforme, le chapeau usuel des patriarches par droit et des primats et archevêques par coutume était orné d'un cordon ou d'une passementerie vert et or.
- Jusqu'à l'Instruction Ut sive sollicite du 31 mars 1969[20], Les cardinaux portaient le chapeau cardinalice rouge[21], le galero, grand chapeau plat d'où pendaient des houppes de chaque côté, qui leur était imposé en consistoire. Le galero se mettait à l'extérieur, par-dessus le capuchon de la cappa magna, même en fonction liturgique. Dans la pratique, il ne servait plus guère que deux fois, le jour de la création du cardinal et après son décès, où il était déposé au pied du lit funèbre et suspendu ensuite au-dessus du tombeau. C'est ce chapeau que l'on retrouve dans les armoiries des cardinaux.

Les cardinaux utilisaient trois autres chapeaux, un de couleur noire et de la forme usuelle du chapeau romain, orné d'une torsade et de glands rouges et or, pour servir en costume de ville, qui peut toujours être porté, un chapeau de même forme, de velours rouge comme celui du pape, avec une tresse et des glands d'or, qui était porté avec le rochet et la mosette pour sortir de l'église en cérémonie, et un immense chapeau de paille fine recouverte de soie rouge qui servait notamment aux processions dans un but utilitaire pour se protéger du soleil.
- Le pape porte un chapeau de velours de soie rouge, ornementé d'une passementerie rouge et or qui entoure la coiffe à sa base. Le bord, comme le chapeau français, est attaché à la coiffe, par des cordons, or.

### Collaro
Petite pièce de laine ou de soie attachée au col blanc, servant à couvrir le cou à l'échancrure de la soutane.
La couleur du collaro varie généralement avec celle de la soutane de chœur du clerc qui les porte. Il conserve la même couleur avec les costumes de cérémonie ou quotidiens. Néanmoins ceux qui portent la soutane violette à titre de livrée épiscopale doivent avoir le collaro noir.

### Coule
L'antique pænula, planeta, casula, a évolué dans deux directions. Elle est d'une part à l'origine de la chasuble liturgique et d'autre part à l'origine du vêtement de chœur des moines, qui n'est autre qu'une ample chasuble dont les pans cousus ont formé les manches. Le capuchon qui y est attaché, (en latin cuculla), lui a donné son nom de coule ou cuculle.
Ce vêtement très ample, souvent plissé et à longues manches, est porté par les moines pour se rendre à l'office et aux exercices de la vie communautaire (chapitre, réfectoire en hiver, parfois scriptorium). La coule est noire pour les bénédictins et blanche pour les cisterciens et certaines communautés bénédictines méridionales (Olivétains).
Voir aussi Cuccule

### Croix pectorale
Croix de métal précieux, suspendue par une chaîne en habit de ville ou par un cordon de tissu, rouge et or pour les cardinaux, vert et or pour les évêques, à la messe et au chœur.

## D

### Douillette
Douillette est le nom donné au pardessus long revêtu en costume de ville sur la soutane.
De coupe croisée, fermée par plusieurs boutons, elle descend jusqu’aux pieds. Elle est la plupart du temps de couleur noire, sauf pour le pape et certains instituts religieux, qui la portent blanche.

## E

### Étole
L'étole est un ornement liturgique en forme de bande d'étoffe, longue et étroite, que le prêtre et l'évêque portent par devant, suspendue au cou et que le diacre porte en écharpe sur l'épaule gauche.

## F

### Fascia (ceinture)
Portée par-dessus la soutane, en costume de chœur ou en costume de cérémonie, c'est une large bande de soie ou de matière soyeuse, faisant le tour de la taille et se fermant sur le côté gauche, retombant en deux pans descendant au-dessous du genou.
En France, la fascia,,,, appelée plus souvent ceinture, était portée au quotidien, c'était une longue bande nouée à gauche, légèrement en arrière.
Sa couleur dépend de la dignité de celui qui la porte, rouge de soie moirée pour les cardinaux, violette de soie moirée pour les nonces, violette de soie lisse pour les évêques et les prélats ou noire de soie lisse pour les prêtres. Ces derniers n'y ont traditionnellement droit que s'ils ont une charge de curés, doyens ou vicaires généraux. Celle du pape est de soie moirée blanche avec des franges dorées. Les armes papales sont brodées, en couleurs, au bas des deux pans.
La ceinture utilisée au chœur se terminait par une houppe au bout de chaque pan, noire, violette ou dorée pour les cardinaux et le pape. Abolie en 1969, elle est remplacée par la ceinture ordinaire qui se termine par des franges de soie.
Dans les ordres religieux ou monastiques, la ceinture est aussi de chanvre ou de cuir noir (bénédictins et cisterciens) ou blanc (chartreux).

### Froc
Le froc est une longue et large robe que les bénédictins portaient notamment au chœur pendant l'hiver et sur laquelle on pouvait encore endosser la cagoule ou le scapulaire. Le terme est souvent l'équivalent populaire de la coule.
Le froc est aussi la robe portée par les membres des confréries de pénitents. Également appelé sac, ou, localement, cappa, sa couleur varie selon les confréries
Le terme « défroqué » est utilisé pour qualifier un religieux qui a quitté les ordres.

## G

### Guimpe

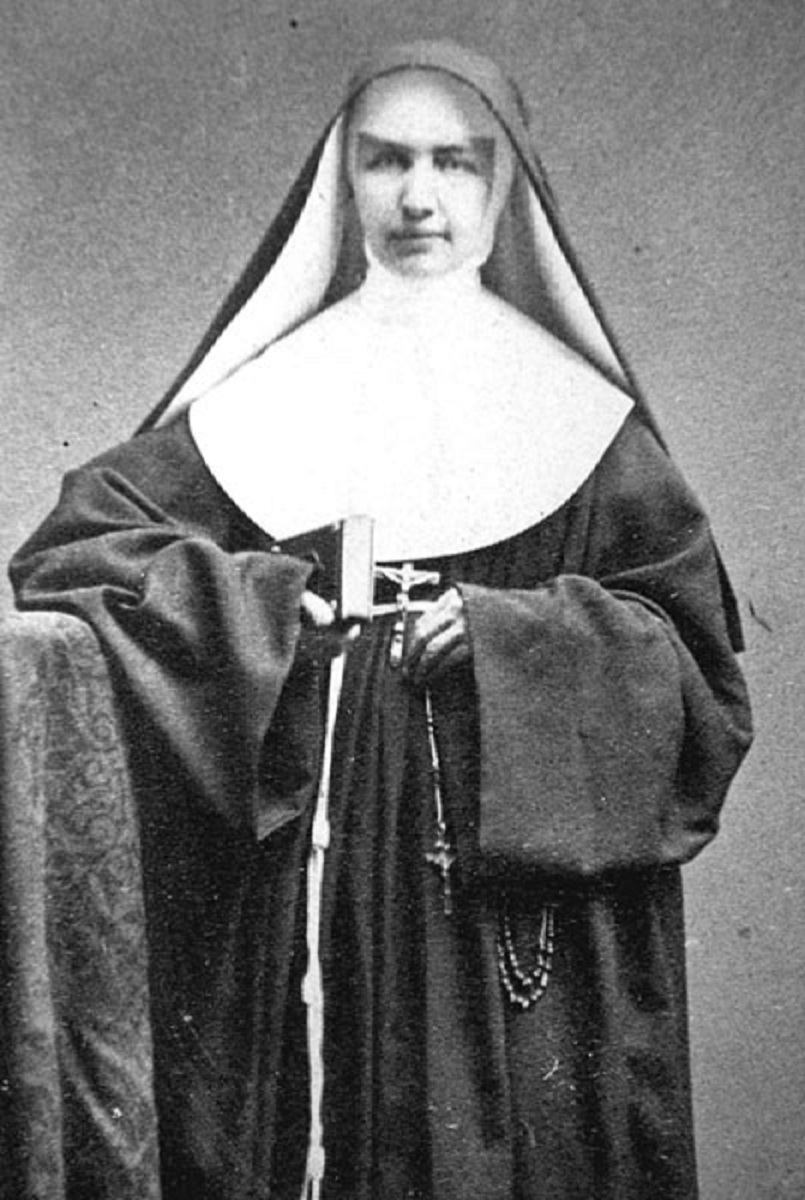
Large guimpe blanche

Coiffe blanche entourant la tête des nonnes et descendant sur les épaules, couvrant le cou et la poitrine,.

## M

### Manteau
Le manteau, ou tabarro, est une grande cape de laine doublée de soie, agrémentée, sur les épaules, d'une pèlerine ouverte par devant et d'un col de velours rabattu et attaché au cou par des brandebourgs, portée l'hiver par les ecclésiastiques sur la soutane.
Ce manteau a toujours été noir pour les clercs inférieurs et les prêtres.
Avant 1969, le manteau des évêques était violet, celui des Patriarches, Primats et Archevêques orné en outre sur son bord et celui de la pèlerine d'un filetage d'or, avec des brandebourgs violets et or. Le manteau des cardinaux était rouge, avec filetage d'or et brandebourgs rouges et or.
Pendant les temps de pénitence et de deuil, les évêques portaient un manteau entièrement noir, les Patriarches, Primats et Archevêques, le même fileté d'or, les cardinaux portaient un manteau violet, doublé de rouge, avec filetage d'or. En tous temps, dans les occasions peu formelles, ces prélats pouvaient également faire usage du manteau noir.
Le tabarro était indifféremment porté en ville sur l’abito piano ou avec l'habit de chœur. L'instruction Ut sive sollicite du 31 mars 1969 portant modification des vêtements prélatices a maintenu l'usage du tabarro mais en disposant qu'il devait être de couleur noire et uniquement porté avec l'habit de ville. Certains prélats continuent néanmoins à faire usage du tabarro rouge ou violet avec l'habit de chœur pour se protéger du froid.
Le manteau du pape est resté semblable à celui porté auparavant par les cardinaux, seul le col, dressé selon le modèle « officier » , s'en distinguant : rouge, ornementé, ainsi que sa pèlerine, d'une bordure rouge et or et fermé par des brandebourgs rouge et or.

#### Manteau de cérémonie

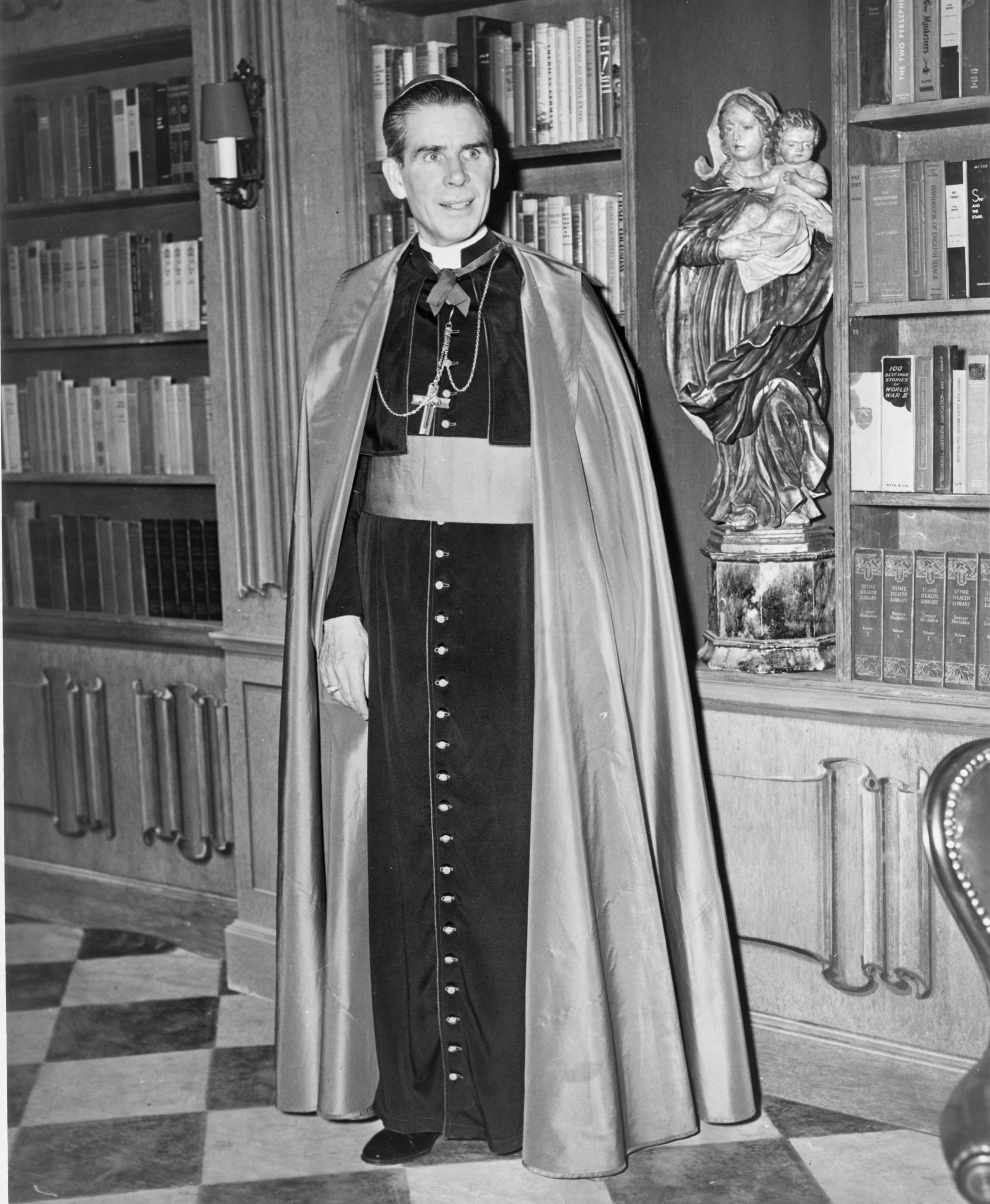

Le manteau de cérémonie ou ferraiolo est un grand manteau de laine ou de soie légères sans manche, en forme de cape, attaché au col par deux rubans, porté par les clercs pour les circonstances solennelles en dehors de la liturgie.
Revêtu directement sur la soutane, il est de laine noire pour les prêtres, de soie blanche pour le Grand-maître de l'Ordre Teutonique, de soie lisse violette pour les évêques et les prélats supérieurs, de soie moirée violette pour les nonces ou de soie moirée rouge pour les cardinaux.
Avant la réforme de 1969, dans les temps de pénitence et de deuil, les cardinaux prenaient le ferraiolo violet doublé de rouge et les évêques le ferraiolo de soie noire.

Les familiers de l'évêque le portaient au chœur pendant la messe pontificale.

#### Manteau de chœur
Appelé également Mantellone, c'est un ample manteau sans manche, agrafé au cou, ouvert en avant, fendu sur les côtés pour laisser passer les bras et descendant jusqu'aux pieds. Deux bandes longues et étroites pendent en arrière et représentent les manches.
C'est l'habit de chœur de certains prélats de la Curie romaine ainsi que des chanoines de certains chapitres.

#### Mantelet

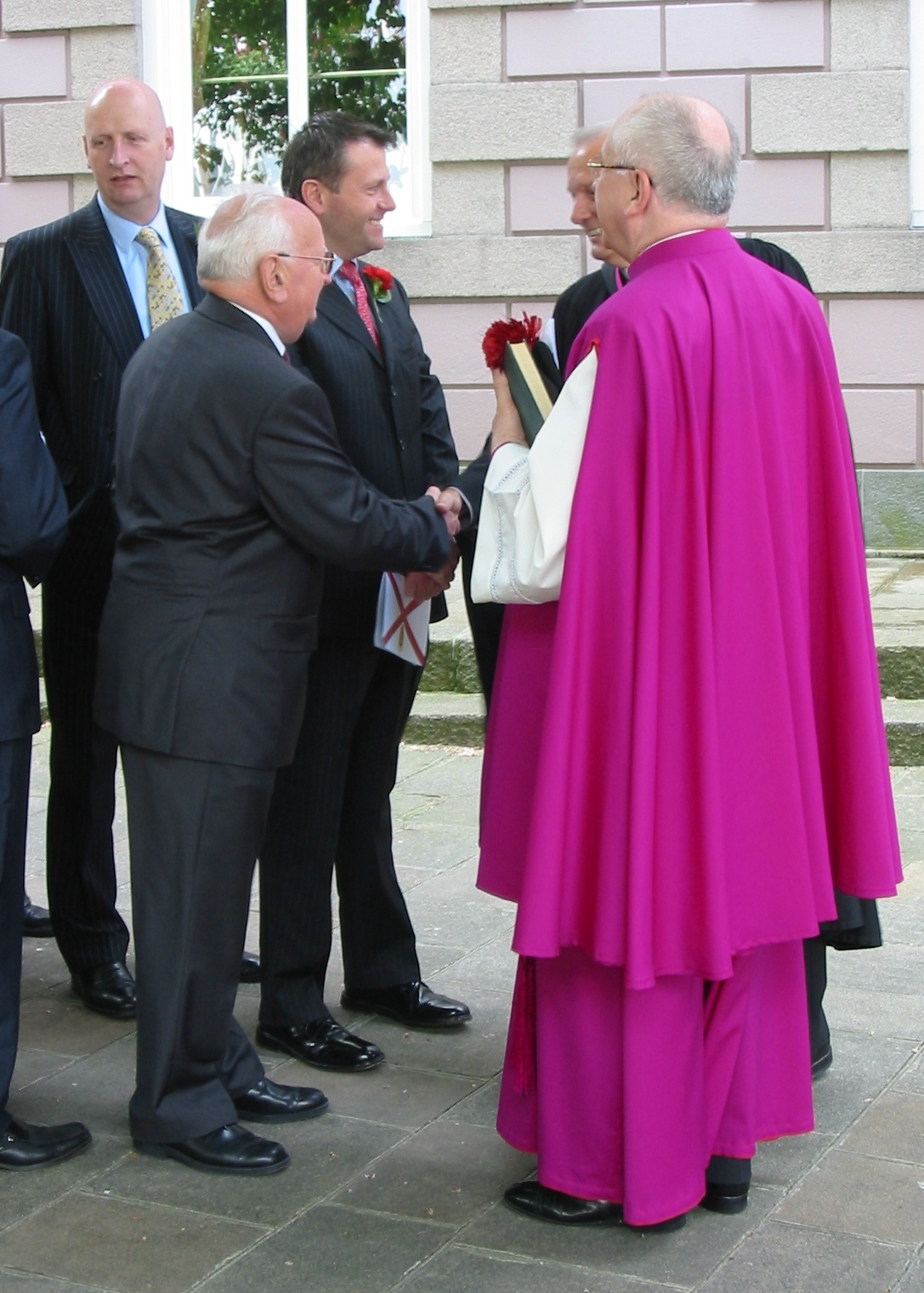

Appelé également Mantelletta, c'est un ample manteau sans manche, agrafé au cou, ouvert en avant, fendu sur les côtés pour laisser passer les bras et descendant jusqu’aux genoux. Il n'est pas signe de juridiction et, au contraire, il recouvre presque entièrement le rochet qui, lui, est signe de juridiction.
Il est porté, de nos jours, par les prélats supérieurs de la Curie romaine qui n'ont pas la dignité épiscopale, certains clercs de la Rote romaine, du Tribunal suprême de la Signature apostolique ou de la Chambre apostolique et les protonotaires apostoliques de numero participantium.
Jusqu'à la réforme des vêtements prélatices, les protonotaires titulaires ou honoraires portaient le mantelet noir. Ceux qui en avaient les privilèges durante munere (pendant la durée de leurs fonctions), tels les vicaires généraux ou capitulaires, portaient le même mantelet noir. Les Prélats Domestiques n'appartenant à aucun collège romain (actuellement appelés Prélats Honoraires de Sa Sainteté) usaient du mantelet violet doublé de cramoisi sur le rochet.
Le « Cérémonial des Évêques » de 1984 a généralisé l'usage de la mosette seule dans toutes les situations pour les évêques et les cardinaux, mais l'ancien usage, jusqu'aux réformes consécutives au concile Vatican II, voulait que le mantelet de couleur violette doublé de cramoisi (ou noir doublé de violet pendant les temps de deuil et de pénitence et la vacance du Siège pontifical) soit revêtu, dans le chœur, par-dessus le rochet, par les évêques titulaires, ou par les évêques résidentiels se trouvant en dehors de leur diocèse, en lieu et place de la mosette ou de la cappa magna. Les cardinaux portaient le mantelet rouge (ou violet doublé de rouge pendant les temps de deuil et de pénitence et la vacance du Siège pontifical, ou même en soie moirée de couleur de rose sèche pour Gaudete et Lætare) sous la mosette, à Rome, en présence du Pape, masquant ainsi leur rochet par égard pour sa juridiction. Les cardinaux avaient le mantelet de laine en hiver et de soie moirée en été.
Les Protonotaires Apostoliques supra numerum et les Prélats Honoraires doivent désormais porter au chœur un simple surplis sur la soutane violette
Le costume de chœur des chapelains de certains ordres chevaleresques comporte parfois le mantelet.

### Mosette ou mozette

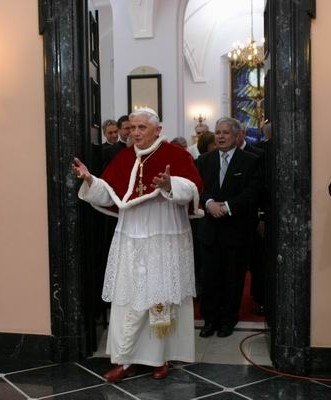
Mozette rouge portée par le pape Benoît XVI lors de son voyage apostolique en Pologne (mai 2006).

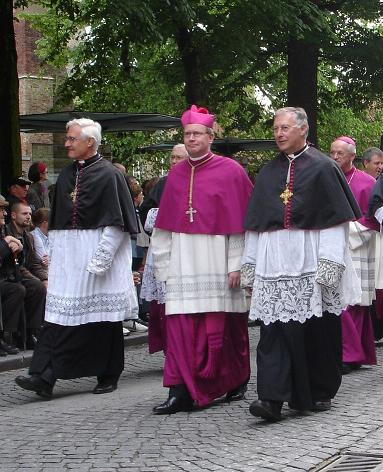

La mosette est une courte pèlerine descendant jusqu'au milieu du torse et boutonnée par devant, sans capuche depuis 1984 ; elle constitue l'une des pièces de l'habit de chœur des cardinaux et des évêques ainsi, souvent, que de celui des chanoines. Elle marque le pouvoir de juridiction. Les protonotaires apostoliques et les autres prélats romains n'ont pas droit à la mosette. Généralement portée sur le rochet, elle n'est pas utilisée pour l'administration des sacrements.
Le pape porte une mosette de velours rouge bordée d'hermine blanche en hiver, de soie blanche bordée d'hermine pendant le temps pascal ou de soie rouge, en été. La mosette des cardinaux est rouge, celle des évêques violette doublée et filetée de cramoisi. Depuis les réformes de 1969, elle peut être portée par tous les évêques en tous lieux, mêmes par les évêques titulaires, le mantelet étant aboli pour eux.
Jadis, pendant les temps de l'avent et du carême, aux Quatre-Temps, aux vigiles des fêtes solennelles, aux offices funèbres et durant la vacance du Siège romain, en signe de pénitence ou de deuil, les cardinaux portaient la mosette violette doublée, filetée et boutonnée de cramoisi et les évêques une mosette noire avec doublure, filetage et boutons violets. Les cardinaux avaient la mosette de laine en hiver et de soie moirée en été. Ils avaient en outre une mosette en soie moirée de couleur de rose sèche qu'ils utilisaient les dimanches de Gaudete et Læatare.
La couleur de la mosette des chanoines est déterminée par les statuts de leur chapitres ou les privilèges qui lui ont été concédés. Si la plupart des chapitres porte une mosette noire, généralement agrémentée de boutons et d'ornements de couleur (rouge, violet, vert, etc.), quelques uns font usage d'une mosette violette (Chapitre cathédral de Saint-Louis-des-Invalides) ou rouge (Saint-Maurice-d'Agaune). Si le chapitre n'a pas la concession du rochet, il peut porter la mosette sur le surplis.
Les statuts synodaux des diocèses prescrivaient parfois le port de la mosette par certains dignitaires, tels les vicaires forains (doyens), voire les curés ou certains bénéficiers ou chapelains. Là encore, les couleurs variaient selon les diocèses.
Les chapelains des ordres chevaleresques portent la mosette de leur ordre : violette ou noire filetée de violet pour l'ordre souverain de Malte qui sont reconnus comme chanoines de leur Ordre[réf. nécessaire], blanche, avec la croix de Jérusalem rouge pour l'ordre équestre du Saint-Sépulcre de Jérusalem, de soie moirée rouge avec la croix de l'ordre pour l'ordre des Saints-Maurice-et-Lazare de Savoie, violette ou bleue avec la croix constantinienne pour l'ordre Constantinien de Saint-Georges, etc.
En France, les aumôniers militaires de l'armée de terre portent une mosette noire, filetée et boutonnée d'orangé. La mosette des aumôniers de marine est noire, filetée et boutonnée de bleu.

## R

### Rabat

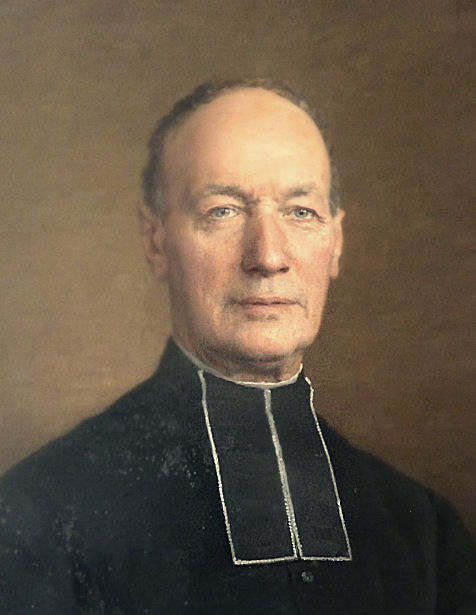

Pièce d'étoffe empesée cachant l'échancrure du col de la soutane.
À l'origine, pièce de coton ou d'une autre matière destinée à absorber la transpiration du visage en favorisant son évaporation afin d'éviter de tacher l'habit par des auréoles salines.
Particulièrement fréquent en France jusque dans les années 1920, le rabat a d'abord été, au XVIIe siècle, entièrement blanc, puis fait de deux pièces de tissu noir, bordées de blanc ou de perles.
Sa disparition est liée à celle du gallicanisme qui n'avait plus lieu d'être après la séparation de la société civile de la religieuse. En effet, le rabat passait pour un symbole du gallicanisme même si tous les prêtres qui le portaient n'étaient pas gallicans.

Les membres de certaines congrégations portaient le rabat blanc, comme les Frères des écoles chrétiennes ou bleu, tels les Frères de Saint-Gabriel.

### Rochet

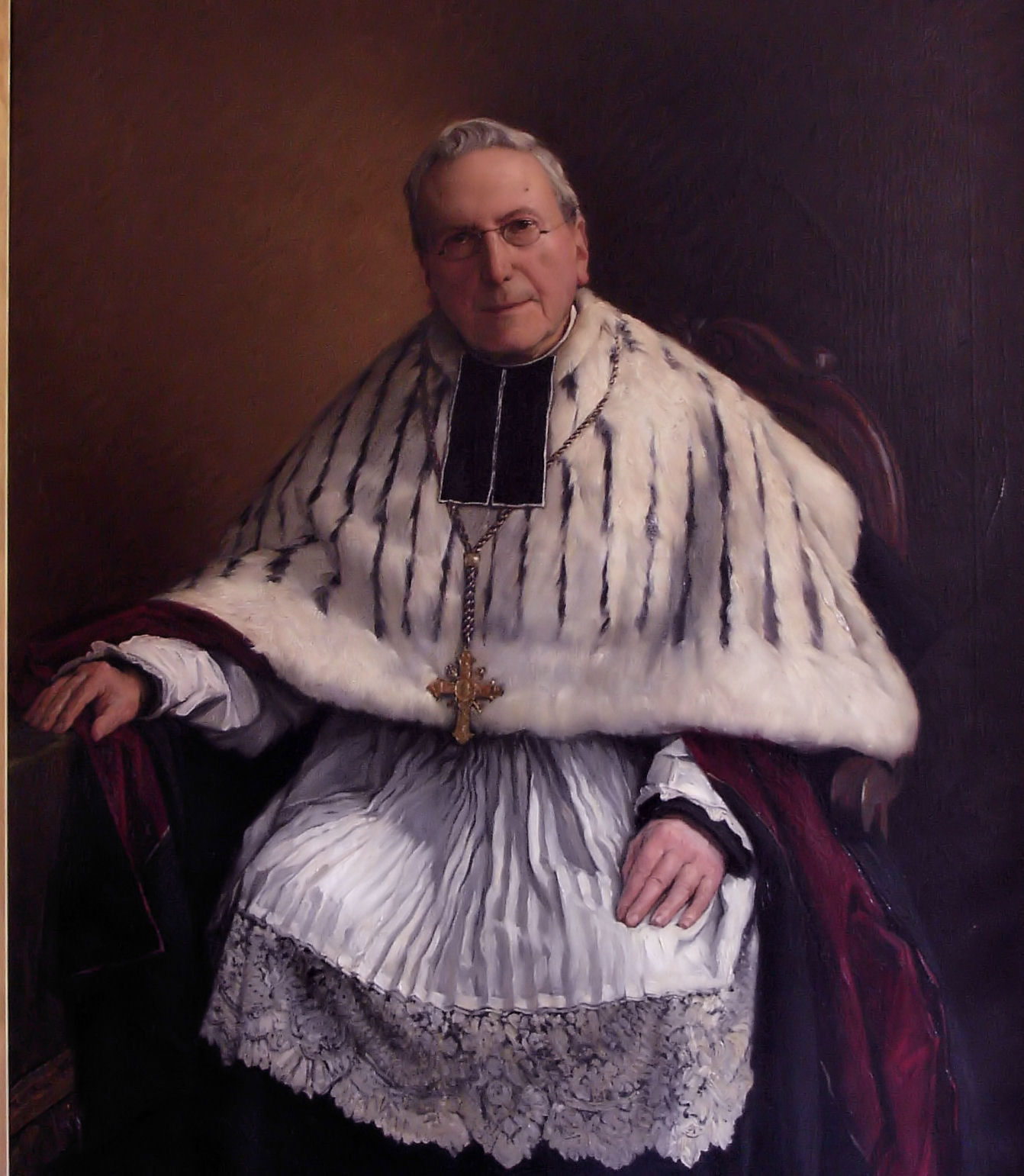
Chanoine portant le rochet

Vêtement de chœur, signe de juridiction ordinaire, porté par les évêques, les cardinaux et certains prélats (les prélats supérieurs de la Curie romaine qui n'ont pas la dignité épiscopale, certains clercs de la Rote romaine, du Tribunal suprême de la Signature apostolique ou de la Chambre apostolique et les protonotaires apostoliques de numero participantium) sous la mosette, la cappa magna ou le mantelet. Il est l'habit ordinaire des chanoines réguliers. Les chanoines des chapitres cathédraux ou collégiaux le portent également au chœur, par indult, sous la mosette.
Le rochet a presque la même forme que l'aube : mêmes manches, même corps mais s'arrêtant à la hauteur des genoux. L'extrémité des manches est généralement ornée de dentelles laissant apparaître une étoffe de la couleur des manches de la soutane : noire, violette, cramoisie ou rouge.
Avant les réformes liturgiques consécutives au Concile Vatican II, ceux qui portaient le rochet au chœur devaient le garder sous l'aube à la messe. Par ailleurs, les prélats non revêtus de la dignité épiscopale ou cardinalice ne pouvaient porter directement l'étole sur le rochet seul, celui-ci étant un signe de juridiction. Ils devaient d'abord enfiler un surplis ou une cotta sur le rochet avant de mettre l'étole. En outre, lorsqu'un prélat, même évêque ou cardinal, portait la chape sur le rochet, il devait revêtir l'amict placé autour du cou par-dessus.
Autrefois, les évêques issus des ordres religieux ne portaient pas le rochet.

## S

### Soprana
La soprana est le vêtement de dessus des séminaristes.
Exactement de la même forme que le mantellone, elle se portait en ville et au chœur où elle était complétée par la cotta. En théorie elle était violette, comme leur soutane aurait dû l'être, le violet étant la couleur convenant au séminaire diocésain.

### Soutane

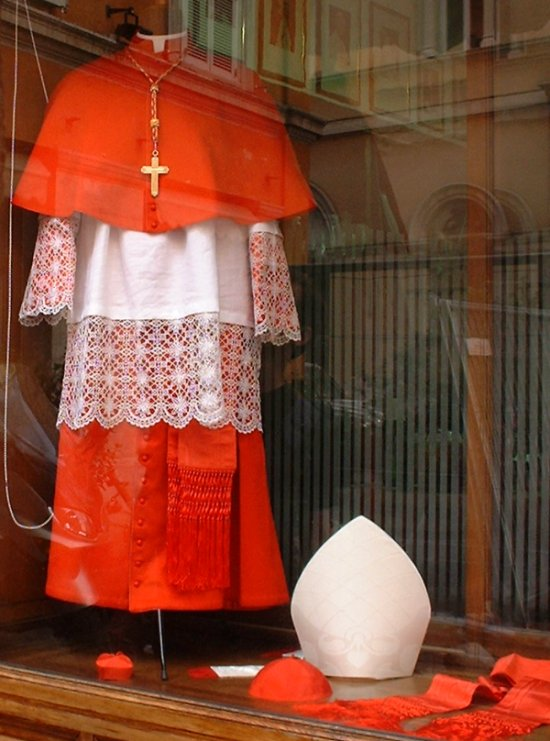
Vêtements de cardinal ; de haut en bas : mozette rouge, croix épiscopale, rochet de dentelle blanche, bas de la soutane rouge et de la ceinture; au pied du mannequin de gauche à droite: barrette en miniature, calotte, mitre (mitra simplex) et ceinture.

De l'italien sottana qui signifie « vêtement de dessous » par rapport aux habits liturgiques.
La soutane est une des formes du vêtement clérical ordinaire, portée hors des églises comme vêtement ordinaire de dessus. Elle consiste en une robe boutonnée sur le devant et descendant jusqu'à la cheville. Elle peut aussi être portée au chœur par tous les clercs ou leurs tenant-lieux (enfants de chœur) lors des offices sous le surplis ou les autres  vêtements liturgiques adéquats. Dans le cas des enfants de chœur, on parlera de « soutanelle » portée sous un surplis au col carré avec ou sans dentelle, parfois avec camail). Il est aussi parfois d'usage que les chantres laïcs et les bedeaux revêtent la soutane. La nature de son étoffe, sa couleur et celle de ses parements dépendent de l'état du clerc qui la porte et des circonstances. Elle est blanche pour le pape et les chanoines réguliers, rouge pour les cardinaux, violette doublée et filetée de cramoisi pour les évêques et les prélats de rang supérieur, et généralement noire pour les prêtres et les autres clercs.
Au chœur, les évêques et les cardinaux portent la soutane de couleur avec la mosette sur le rochet. Les prélats supérieurs portent, selon leur rang, la soutane de couleur avec le mantelet sur le rochet ou seulement avec le surplis. En plus de la croix pectorale et de l'anneau pastoral, les évêques et les cardinaux utilisent une ceinture, une calotte, un collaro et des bas. Ces accessoires sont de soie violette pour les évêques, rouges pour les cardinaux. Les prélats qui ont droit au chœur à la soutane violette portent également un collaro et une ceinture violets mais n'ont pas droit à la calotte violette et font usage de bas noirs. Cardinaux, évêques et prélats portent en outre la barrette qui est de soie rouge pour les cardinaux, de soie violette pour les évêques, de soie noire à houppe cramoisie pour les prélats supérieurs de la Curie romaine qui n'ont pas la dignité épiscopale, certains clercs de la Rote romaine, du Tribunal suprême de la Signature apostolique ou de la Chambre apostolique et les protonotaires apostoliques de numero participantium, enfin de soie entièrement noire pour les protonotaires apostoliques « supra numerum » et les Prélats de Sa Sainteté. La calotte, la barrette et la ceinture sont en soie moirée pour les cardinaux et pour les évêques ayant rang de nonce apostolique.
Autrefois, pendant les temps de l'avent et du carême, aux Quatre-Temps, aux vigiles des fêtes solennelles, aux offices funèbres et durant la vacance du Siège pontifical, les cardinaux utilisaient des vêtements violets à doublure, filetage et boutons cramoisis et les évêques des vêtements noirs à doublure, filetage et boutons violets. Les cardinaux portaient, les dimanches de Gaudete et Læatare, une soutane de soie moirée couleur de rose sèche doublée et filetée de violet.
Par ailleurs, les soutanes rouges et violettes des cardinaux étaient de laine l'hiver et de soie moirée l'été.
Les religieux élevés à l'épiscopat ou créés cardinaux conservaient la couleur propre à leur ordre : les dominicains, les camaldules, les chartreux le blanc, les augustins et les bénédictins le noir, les capucins le marron, les franciscains de l'Observance le gris, cendré ou perle.
À la ville, cardinaux et évêques ont revêtu jusqu'en 1969 comme tenue quotidienne et revêtent encore aujourd'hui comme tenue de cérémonie une soutane filetée (appelée abito piano en italien, car créée par Pie IX vers 1850), noire avec une doublure, un liseré et des boutons de couleur cramoisie pour les évêques et rouge pour les cardinaux. Avec cette tenue, les évêques et les cardinaux portent le collaro et la ceinture, les bas et la calotte violette ou rouge. Ils peuvent compléter cette tenue par le chapeau noir dit « Saturno » à cordons et glands verts pour les évêques et rouges et or pour les cardinaux. Ils jettent un manteau de laine noire, dit « tabarro », sur leurs épaules lorsqu'il fait froid, à moins qu'ils ne prennent la douillette, et peuvent ajouter des gants de cuir noir ordinaires.
À la ville également, les prélats non revêtus de la dignité épiscopale ont toujours porté en dehors des occasions particulières la soutane noire des prêtres éventuellement accompagnée du collaro violet. Pour les sorties officielles, les prélats supérieurs de la Curie romaine qui n'ont pas la dignité épiscopale, certains clercs de la Rote romaine, du Tribunal suprême de la Signature apostolique ou de la Chambre apostolique, les Protonotaires Apostoliques et les Prélats de Sa Sainteté prennent la soutane filetée des évêques (mais sans pèlerine comme c'était possible auparavant) avec collaro et ceinture violets, bas noirs, les Chapelains de Sa Sainteté la soutane noire avec une doublure, un liseré et des boutons de couleur violette, le collaro et la ceinture violets, les bas noirs. Ils peuvent porter le « Saturno » à cordons et glands amaranthes pour les prélats supérieurs et violets pour les Prélats et Chapelains de Sa Sainteté ainsi que le « tabarro » noir et des gants de ville.
La soutane filetée est à la fois l'habit de ville et l'habit de chœur des Chapelains de Sa Sainteté (portée avec le surplis)lesquels ont perdu en 1969 le droit d'user au chœur de la soutane entièrement violette avec le manteau de chœur dit « mantellone ». Ils portent alors une barrette entièrement noire.
La soutane filetée des évêques et des cardinaux est souvent portée avec une pèlerine également agrémentée de soie cramoisie ou rouge, ouverte sur le devant et cousue au col. À la création de l’abito piano, elle était également dotée de surmanches boutonnées descendant des épaules jusqu'au coude. Ces surmanches ont été supprimées par la réforme de 1969. Elles réapparaissent néanmoins aujourd'hui sur les soutanes du Souverain Pontife, lequel n'est pas lié par les décisions prises par ses prédécesseurs pour les différents prélats. Ce type de soutane, qui était souvent portée autrefois, entièrement noire, par certains dignitaires (vicaires généraux, supérieurs de séminaires…), s'appelait alors une « simarre ». C'était, à l'origine, un habit d'intérieur. C'est paradoxalement et progressivement devenu un vêtement plus solennel que la soutane classique.
Dans les occasions particulièrement solennelles, tous les clercs peuvent porter sur l’abito piano le Manteau de cérémonie, ou ferraiolo en laine noire pour les prêtres, en soie lisse noire pour les Chapelains et Prélats de Sa Sainteté, en soie lisse violette pour les prélats supérieurs et évêques, en soie moirée violette pour les nonces apostoliques ou en soie moirée rouge pour les cardinaux. Avant 1969, les cardinaux portaient un ferraiolo violet doublé de rouge et les évêques un ferraiolo de soie noire pour les temps de pénitence et de deuil. Le pape n'a jamais porté le ferraiolo.
De nos jours, la tenue de tous les jours des évêques et cardinaux est la soutane noire avec la croix pectorale et l'anneau et, s'ils le jugent utile, la ceinture, le collaro et la calotte de couleur. Les bas sont toujours noirs. Les prélats qui ne sont pas évêques peuvent continuer comme par le passé à porter la soutane noire accompagnée à leur guise du collaro et de la ceinture violets.
Le violet forme la livrée épiscopale. Ainsi cette couleur est-elle assignée aux maîtres de cérémonie des cathédrales, au caudataire de l'évêque et, en théorie, au séminaire diocésain. Les employés des basiliques (chantres, sacristains, massiers, acolytes, etc.) l'ont en privilège propre. Les porteurs de la livrée épiscopale n'ont néanmoins pas droit au collaro et aux bas violets. Ils portent parfois la ceinture violette.
Le clergé des pays tropicaux porte, en ville, la soutane blanche avec filetage et boutonnage noir, violet, cramoisi ou rouge. Pour les jours ordinaires, il peut aussi revêtir une soutane blanche sans filetage et de tissu très léger.
En France, le port de la soutane devient, dans certains diocèses, obligatoire sur le lieu de la résidence à partir du XVIIe siècle. Le concile de Trente avait prescrit aux clercs un habit « bienséant », sans en préciser la forme ni la couleur. François de Harlay impose la soutane sur le lieu de résidence en 1673, le port de l' « habit court » à la française ou de la soutanelle étant réservé aux voyages. À Rome et en Italie, on est beaucoup moins strict sur ce point. On se contente d'imposer un habit noir, la soutane étant cependant obligatoire pour la célébration de la messe.
Pendant la Révolution française le port de l'habit ecclésiastique est supprimé par l'Assemblée nationale le 6 avril 1792 sur la demande de l'évêque constitutionnel du Cher, et au lendemain de la chute de la monarchie, l'Assemblée interdit de nouveau le port du costume clérical, ne le permettant qu'aux prêtres assermentés, dans l'exercice de leur fonction et dans l'arrondissement où ils exercent.
Les Articles organiques du concordat de 1801 reprennent l'interdiction de 1792 : l'article 41 proscrit le port de la soutane en dehors des cérémonies du culte et impose l'habit noir à la française, avec, pour les évêques, des bas violets et la croix pectorale. Le décret du 17 nivôse an XII autorise les ecclésiastiques à porter « les habits convenables à leur état suivant les anciens règlements et les usages de l'Église », mais seulement dans le lieu de leur juridiction. En dehors, l'habit noir à la française reste en principe obligatoire. En 1844, Monseigneur Affre rend obligatoire la soutane sur le territoire de la paroisse, la soutanelle et la redingote, noire -et non plus simplement de couleur modeste comme requis dans son ordonnance de 1840 - pouvant être portées en dehors de la paroisse.
C'est Monseigneur Sibour qui généralise le port de la soutane à Paris, en 1852.
À Rome, sous Pie IX, l'habit court est encore le costume de ville et des audiences papales. C'est lui qui supprime cet habit d'audience pour les cardinaux, lui substituant la soutane filetée, l’abito piano.
Le schéma du Ier concile du Vatican (1870) sur la vie des prêtres reprend simplement les règles sobres du concile de Trente et n'impose qu'un habit ecclésiastique dont la forme est laissée au jugement des Ordinaires.
Les prêtres catholiques ont en France, depuis 1962, la permission de remplacer la soutane par une tenue de type "clergyman", de couleur grise ou noire (parfois bleu marine depuis les années 1980), qui comprend normalement : pantalon, veston et chemise à col romain (éventuellement plastron).
Aujourd'hui, le droit canonique demande aux clercs de porter un habit ecclésiastique convenable,, selon les règles établies par la conférence des évêques et les coutumes légitimes des lieux. C'est souvent un costume sobre accompagné d'une chemise ou d'un plastron surmontés d'un col romain imité de celui de la soutane.

### Surplis
Du latin super pelliceum, c'est-à-dire qui se porte par-dessus le pelliceum ou tunique de peau.
Aube raccourcie s'arrêtant à la hauteur des genoux avec de larges manches. Pour les clercs ordonnés, il doit être en toile de lin.
Le surplis était, avant les réformes liturgiques des années 1960, le vêtement de chœur commun de tous les clercs (en dehors des réguliers, des prélats et des évêques) et de ceux qui les remplacent (laïcs servants), seul le prêtre, le diacre et le sous-diacre revêtant l'aube pour la messe. Il servait également à ces derniers pour l'administration des Sacrements. Les chanoines et prélats non revêtus de la dignité épiscopale autorisés à porter le rochet au chœur devaient passer le surplis par-dessus ce dernier avant de revêtir l'étole pour administrer les sacrements.
Les rubriques du missel de 1969 et le Cérémonial des Évêques de 1984 prévoient maintenant le port de l'aube par tous ceux qui participent à la liturgie, sans toutefois exclure d'autres solutions, faisant implicitement référence au surplis porté sur la soutane, par exemple, pour les servants remplissant les offices d'acolyte ou de lecteur. Les prêtres et les diacres peuvent également toujours revêtir le surplis avec l'étole pour l'administration des sacrements mais dans certains pays comme la France, ils utilisent presque toujours l'aube, dès lors que l'usage de porter la soutane, même à l'église, s'est perdu. Avant la réforme liturgique des années 1960, le surplis était également porté aux vêpres sous la chape. Les rubriques actuelles prévoient le port de l'aube pour le prêtre et le diacre aux vêpres. Sous le pluvial, les moines remplacent le surplis par l'aube avec cordon.